# Mole Valley
Mole Valley es un distrito no metropolitano del condado de Surrey (Inglaterra). Tiene una superficie de 258,32 km². Según el censo de 2001, Mole Valley estaba habitado por 80 287 personas y su densidad de población era de 310,8 hab/km².